# Alternativa Verda
|  | No s'ha de confondre amb Alternativa Verda (Moviment Ecologista de Catalunya) o Els Verds - Alternativa Verda. |

Alternativa Verda és una associació ecologista creada el 1985. L'organització està encapçalada per Josep Puig i Boix (president), Santiago Vilanova i Tané (secretari) i Pilar Sentís Zuazola-Cigorraga (vocal). El 26 de març de 2024 signà l'Acord del Vernet a Perpinyà.